# VdB 116
vdB 116 è una piccola nebulosa a riflessione visibile nella costellazione del Sagittario.
Si individua nella parte nordoccidentale della costellazione, a circa mezzo grado a nordovest della brillante Nube stellare del Sagittario (M24). Il periodo più indicato per la sua osservazione nel cielo serale ricade fra giugno e novembre; trovandosi a declinazioni moderatamente australi, la sua osservazione è facilitata dall'emisfero australe.
La stella responsabile della sua illuminazione è HD 166288, una supergigante blu di classe spettrale B5Ib e una magnitudine apparente pari a 9,86; Avedisova la colloca all'interno di una regione di formazione stellare assieme alla sorgente di radiazione infrarossa IRAS 18078-1744 e la sorgente di onde radio 12.60 +00.60, identificata nel 1996.